# Rasbora baliensis
Rasbora baliensis és una espècie de peix cipriniforme de la família dels ciprínids.

## Morfologia
Els mascles poden assolir els 3,5 cm de longitud total.

## Distribució geogràfica
És l'únic peix endèmic de Bali (Indonèsia).